# Parowa (Baja Silesia)
Parowa (alemán: Tiefenfurt) es una localidad del distrito de Bolesławiec, en el voivodato de Baja Silesia (Polonia). Se encuentra en el suroeste del país, dentro del término municipal de Osiecznica. En 2011, según el censo realizado por la Oficina Central de Estadística polaca, su población era de 982 habitantes. Parowa perteneció a Alemania hasta 1945.